# Drets culturals
Els drets culturals són drets humans que fan referència a la diversitat cultural i el dret de les persones a participar de la cultura. L'existència d'aquesta diferenciació amb els drets humans radica en la necessitat de realçar la defensa del dret a la cultura i la preservació de la diversitat cultural.

## Història
A la Declaració de Friburg sobre drets culturals, que es va realitzar 7 de maig de 2007 a la Universitat de Friburg i el 8 de maig de 2007 en el Palau de les Nacions de Ginebra es planteja aquesta especificació i diferenciació entre drets humans i drets culturals. El text va ser presentat per l'Observatori de la Diversitat i els Drets Culturals en conjunt amb l'Organització Internacional de la Francofonia i la UNESCO. La Declaració de Friburg va ser recolzada per més de cinquanta experts en drets humans.